# Observatorio Kuffner

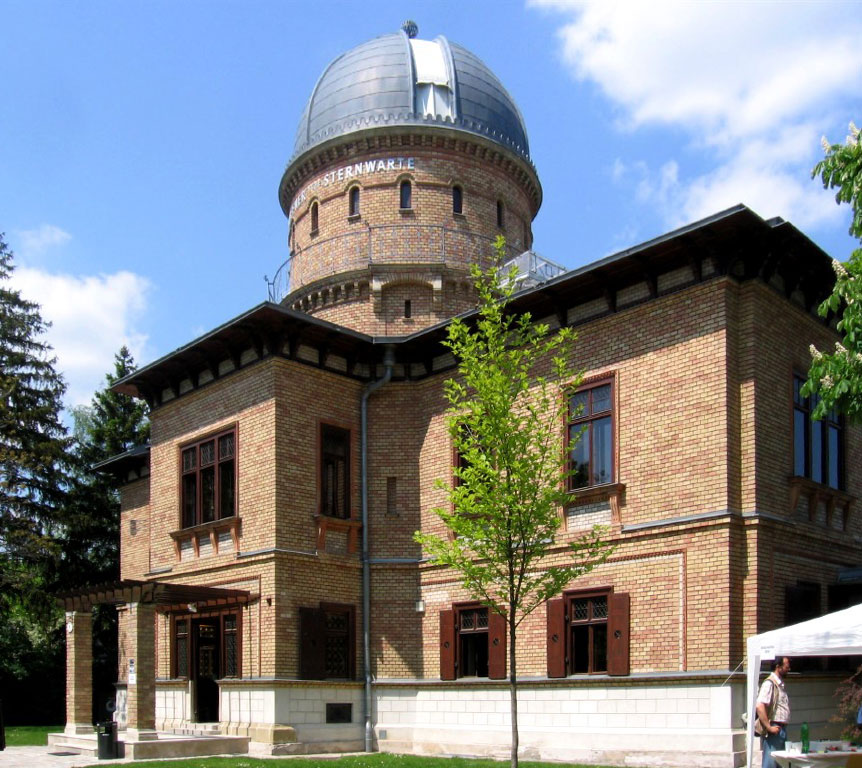
Edificio principal del observatorio Kuffner con la cúpula del telescopio.

El observatorio Kuffner es uno de los dos observatorios públicos equipados con telescopios situados en la capital de Austria, Viena. Se encuentra al oeste del distrito de Ottakring, en la ladera del monte Gallitzinberg a 302 m de altitud. Aunque originariamente se trataba de una institución científica privada, se convirtió en una instalación para la enseñanza de la astronomía después de la Segunda Guerra Mundial ya que la invasión de los edificios y las luces de la ciudad había llegado a un grado que dificultaban en gran medida las observaciones científica nocturnas. Actualmente, las tareas principales del observatorio consisten en la enseñanza pública de la astronomía, la operación y preservación del equipamiento histórico y proyectos menores de astronomía a nivel científico.

## Logros científicos
El observatorio Kuffner fue construido entre 1884 y 1885 siguiendo los planos de Franz Ritter von Neumann. Inicialmente fue una institución de investigación privada para la cual el principal filántropo de la dinastía de la cervecera Kuffner de Lundenburg, Moriz von Kuffner, financió la construcción (incluyendo la ampliación en 1889-1890), el equipamiento y también el funcionamiento.
Durante los años que condujeron a la Primera Guerra Mundial, el observatorio se convirtió en unos de los emplazamiento astronómicos más importantes de la monarquía Austro-húngara, consiguiendo una considerable reputación internacional. Carl Wilhelm Wirtz, Leo Anton Karl de Ball, Samuel Oppenheim y, en particular, Karl Schwarzschild pasaron parte de sus carreras aquí. Mientras trabajaba como asistente en el observatorio Kuffner, Schwarzschild–quien más tarde se convertiría en el "abuelo de la teoría de los agujeros negros"–desarrolló una fórmula que permitía calcular la relación entre la intensidad de débiles fuentes de luz astronómicas, el tiempo de exposición y el grado de opacidad creado en emulsiones fotográficas.

## Desaparición y reactivación
La situación financiera de la dinastía Kuffner se deterioró con el comienzo de la Primera Guerra Mundial. El observatorio fue cerrado en 1915 y, después de varios intentos fallidos, se reabrió en 1947. La ciudad de Viena adquirió la instalación en 1987 e inició una remodelación total que duró de 1989 a 1995, cuando fue reabierto al público bajo la dirección de la Universidad popular Ottakring como institución para la enseñanza pública, a modo de observatorio popular.

## Equipamiento histórico
El observatorio Kuffner mantiene cuatro piezas mayores de equipamiento para observaciones que datan del siglo XIX, en condiciones de uso: el telescopio refractor de 270 mm, construido en 1884, al que se le añadió en 1890 un astrógrafo de 156 mm (actualmente usa cámaras CCD); el círculo meridiano de 132 mm, que es el mayor instrumento para el estudio del paso del meridiano del Imperio Autro-húngaro; el círculo vertical auxiliar, uno de los pocos que aún existen en observatorios europeos; y el heliómetro de 217/3000 mm, el mayor de su clase que jamás se ha construido.

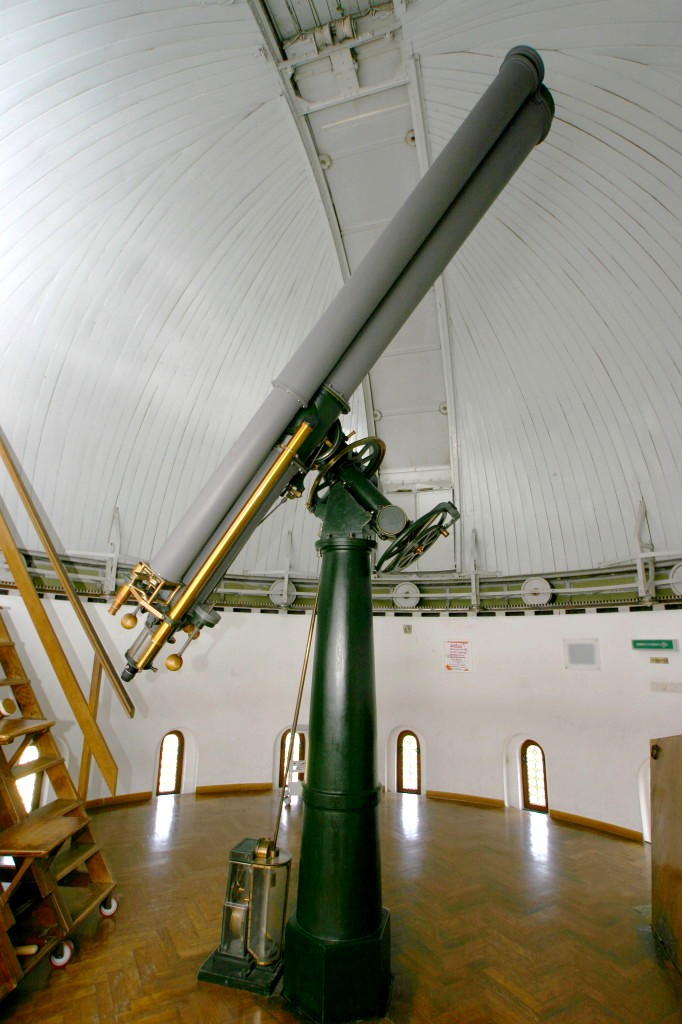
El refractor.
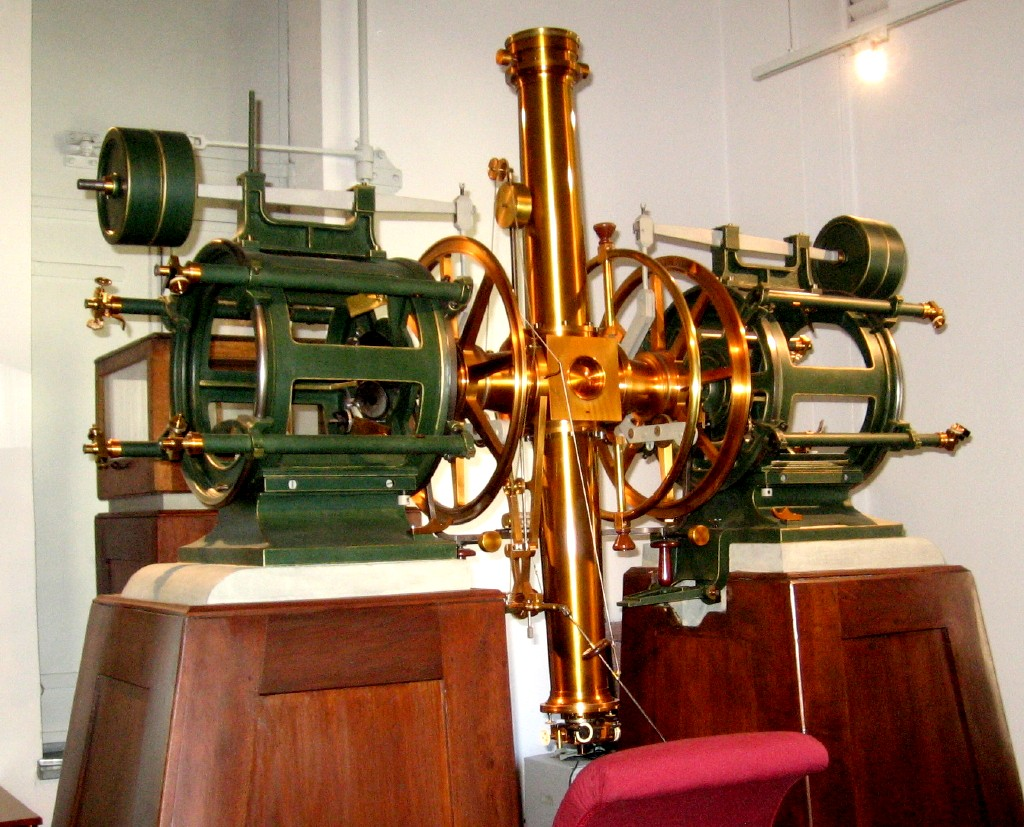
El círculo meridiano.
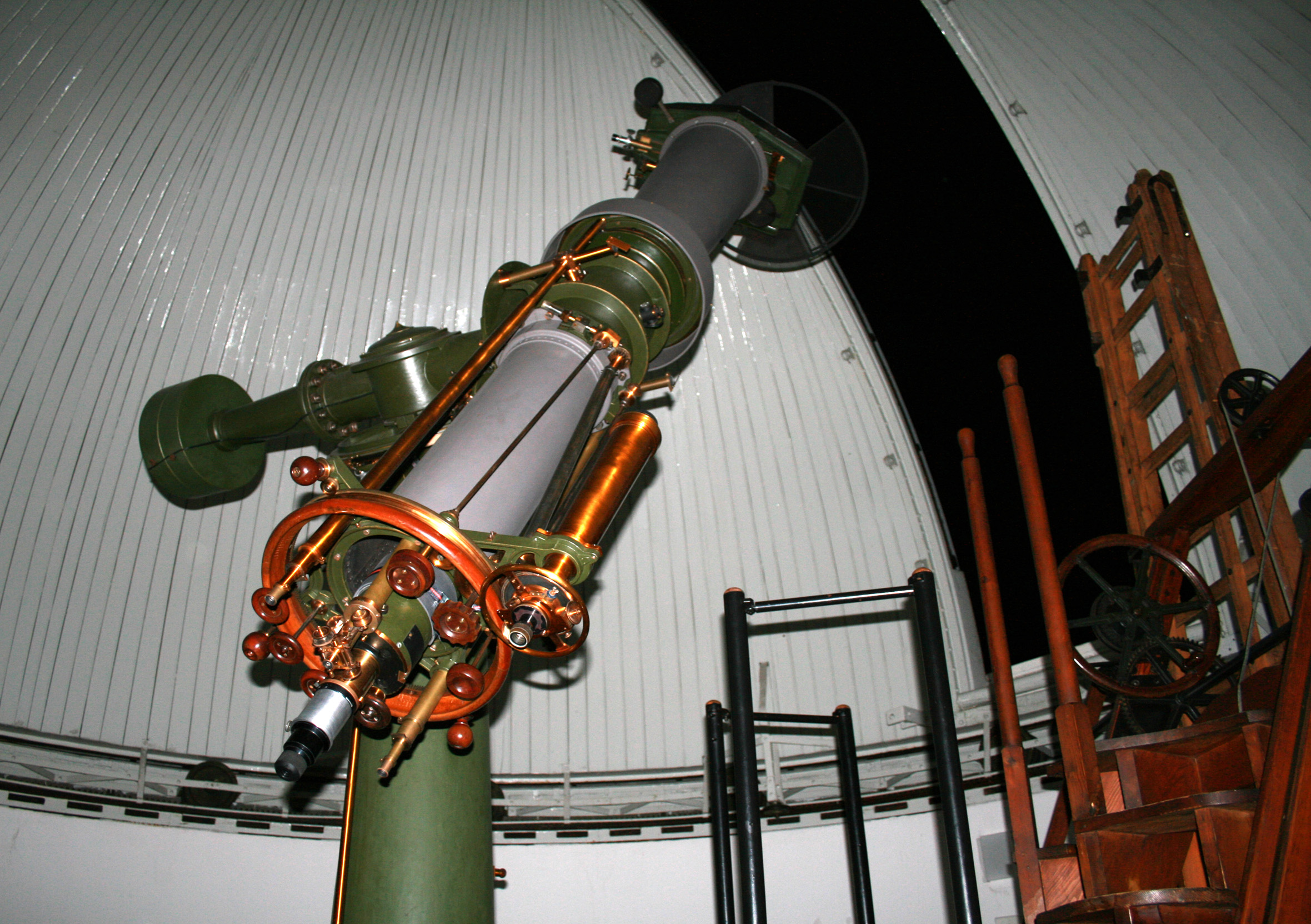
El heliómetro.

## Investigación actual

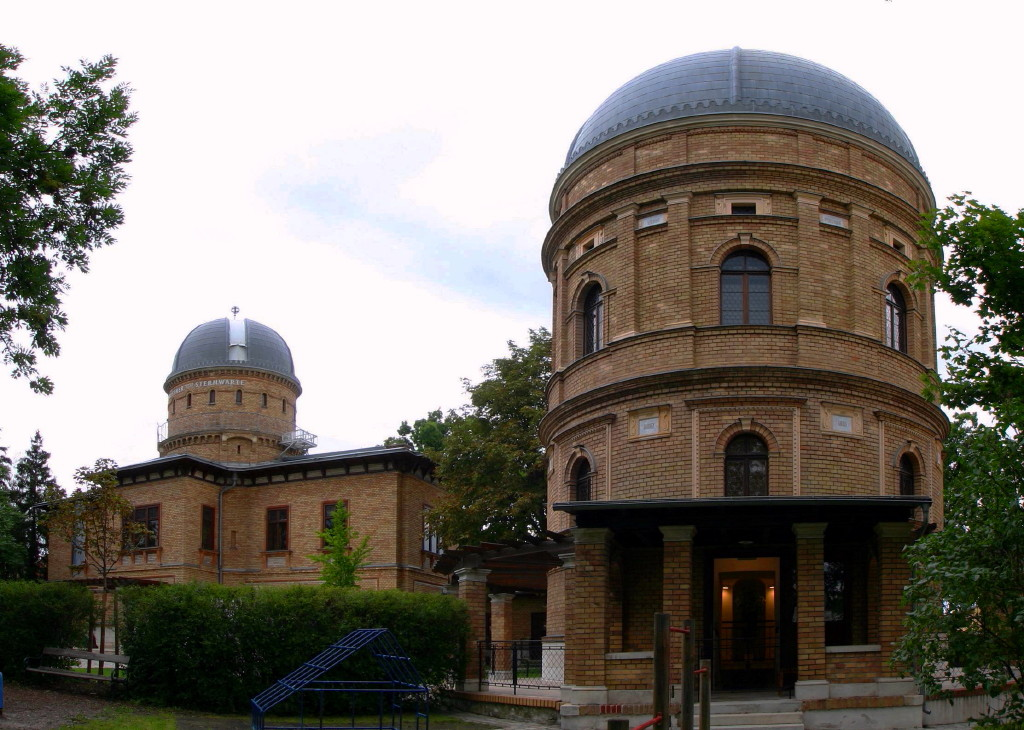
Observatorio de Kuffner, Viena, Austria. Al fondo, el edificio principal; la cúpula del Heliómetro, en primer plano a la derecha.

Aparte de su función como museo científico y sus continua misión de popularización de la astronomía, el observatorio Kuffner sirve como sede nacional de Austria para la base de datos INES (International Ultraviolet Explorer New Extracted Spectra; en español, Nuevos Espectros Extraídos del 'Explorador Internacional del Ultravioleta'). En 2006, aquí se celebró el Encuentro Europeo sobre Asteroides y Cometas (Meeting on Asteroids and Comets in Europe, MACE); y en 2008, el Simposio Europeo DARKSKY, un evento del movimiento Cielo oscuro.